# Sakar
Sakar é uma ilha da Papua-Nova Guiné. É um estratovulcão com um lago de cratera, e fica a noroeste da  Nova Bretanha, no  estreito de Dampier, mar de Bismarck. Não há registo de erupções no período histórico. Tem 992 m de altitude máxima.